# Gabrielle Wiehe
Pour les articles homonymes, voir Wiehe (homonymie).
Gabrielle Wiehe est une illustratrice et graphiste mauricienne née le 14 juillet 1980 à Moka. Installée en France depuis 1998, elle a principalement publié chez des éditeurs français, notamment les éditions Mango à Paris et Océan Éditions sur l'île de La Réunion.

## Biographie
Gabrielle Wiehe naît à Moka, à l'île Maurice, le 14 juillet 1980. Elle descend par son père Jacques,  architecte, de la famille Wiehe, famille d'origine danoise dont l'un des membres les plus remarquables fut Christian William Wiehe, le bâtisseur du château de Labourdonnais. Elle a un frère, Johann Wiehe, architecte d'interieur, qui a cosigné la biographie de ce dernier en 2010. En outre, le cousin germain de son père, Ernest Wiehe, était un célèbre saxophoniste mauricien.
Après avoir obtenu son baccalauréat au lycée Labourdonnais de Maurice, Gabrielle Wiehe s'installe en France métropolitaine en 1998. Elle commence à étudier le graphisme à Paris cette même année. Diplômée de l'école intuit lab en 2002, elle publie l'année suivante un ouvrage chez Mango Jeunesse dans lequel elle illustre Le Chat Botté et Les Fées, deux contes de Charles Perrault. Elle avait auparavant réalisé un premier ouvrage intitulé Bestioles qui paraît seulement en 2005 à L'atelier du poisson soluble.
Suivent d'autres titres édités à Paris, à Port-Louis et Saint-André de La Réunion, où se trouve le siège de son dernier éditeur en date, Océan Éditions.
Elle se marie en 2009 et prend, pour l'état-civil, le nom de Gabrielle Bourgeois mais continue à publier sous son nom de jeune fille.

## Publications
- Le Chat Botté / Les Fées, de Charles Perrault, Paris, Mango Jeunesse, 2003 –  (ISBN 978-2740416921).
- Bestioles, Le Puy-en-Velay, L'atelier du poisson soluble, 2005 –  (ISBN 978-2913741324).
- Le Journal de Paul Balmer en Inde, avec Catherine Reisser, Paris, Mango Jeunesse, 2007 –  (ISBN 978-2740423110).
- Sirandann, préfacé par Natacha Appanah, Port-Louis, Vizavi, 2009 –  (ISBN 978-9990337624).
- Qui & Quoi, avec Élisabeth Brami, Saint-André, Océan Jeunesse, 2009 –  (ISBN 978-2916533681).
- Inséparables, Saint-André, Océan Jeunesse, 2010 –  (ISBN 978-2362470011).

## Distinctions et récompenses
- Bestioles :
  - Sélection au prix Baobab du Salon du livre et de la presse jeunesse à Montreuil en 2005.
  - Premier prix du public au salon du livre jeunesse À vos livres à Issoudun en 2006.
- Qui & Quoi et Sirandann
  - Prix illustration de La Réunion des Livres au Festival du livre et de la bande dessinée à Saint-Denis en 2009[2].